# Fang Fenghui
Fang Fenghui (Chinois : 房峰辉 ; pinyin : Fáng Fēnghuī), né en avril 1951 dans le xian de Bin, est un général de l'armée de terre de l'Armée populaire de libération (APL). 
Il s'engage dans l'armée en février 1968. Il est, à partir de 2016, le directeur du département d'état-major interarmées de la Commission militaire centrale (CMC), après avoir été le directeur du département d'état-major général. 
En 2017, il est placé sous enquête et écarté de l'instance militaire suprême. Cet évènement fait partie des exemples de l'opération de lutte contre la corruption menée par le président Xi Jinping pour réformer l'armée et la rendre plus efficace ainsi que plus docile à son pouvoir.